# Kriminalpolizei sous le Troisième Reich
 (octobre 2015).

Le Kriminalpolizeiamt, en abrégé le « Kripo », est le service de la police criminelle qui, sous le Troisième Reich, devient un outil de répression politique. En effet, après la prise du pouvoir par Adolf Hitler, les nazis développent un processus de nazification de tous les aspects de la vie allemande afin de consolider la mainmise du parti nazi sur le pouvoir (la Gleichschaltung). Pour ce faire, il transforme des organes de police comme la Kriminalpolizei, ou en crée de nouveaux ; ces instances sont placées sous les ordres de hauts fonctionnaires nazis. La police criminelle est ainsi inséparable de la figure de son directeur : Arthur Nebe.

## Fonction

### Place de la Kripo dans l’appareil répressif SS
Les organes de répression de la SS étaient au nombre de trois. La première instance, la Kripo (police criminelle) est un organisme d’État préexistant au IIIe Reich, qui se contente d’en « nazifier » les fonctionnaires. Avec la Gestapo (police secrète d’État), elle forme le volet inquisitorial et exécutif de ces organes. Le Sicherheitsdienst (SD), enfin, est un service de renseignement fondé en 1931 par Reinhard Heydrich. C’est un organisme du NSDAP qui accueille des militants bénévoles de la SS.
En juin 1936, la fusion de la Kripo avec la Gestapo amène à la création de la SiPo (Sicherheitspolizei). Heydrich, déjà directeur de la SS, prend le contrôle de ce nouvel organe de l’appareil répressif jusqu’à son assassinat en 1942. Ainsi, les ordres émanent du SS–Hauptamt, bien que la Kripo ait une place bien distincte de la SS elle-même.
À partir de 1939, la Kripo, la Gestapo et le SD sont fondus en un organe central unique, le RSHA, permettant une incorporation totale au sein de l’appareil répressif SS.

### Sociologie des dirigeants de la Kripo
Au sommet de cet appareil répressif, dirigeant ses antennes régionales ou les bureaux des services centraux, un groupe de trois cents officiers SS a, dès 1940-1941, assuré la mise en place des politiques de répression ainsi que les déportations vers les camps de concentration et d’extermination. Ces dirigeants sont issus de la Kriegsjugendgeneration : trop jeunes pour avoir participé à la Grande Guerre, reprochant à leurs aînés leur idéalisme, ils ont réalisé leurs premières expériences politiques dans les corporations étudiantes qui à partir de 1921 tendent de plus en plus vers l’extrême droite.
Leur adhésion au national-socialisme est alors l’aboutissement d’un parcours politique souvent précoce, marqué par cette socialisation étudiante à forte connotation völkisch, élitaire, raciste et antisémite. Une double spécificité peut être attribuée à l’univers intellectuel de ces hommes. Bien que se définissant au sein de l’appareil nazi en opposition à l’antisémitisme populaire et violent des SA, ils adoptent la dimension fondamentalement biologique de l’antisémitisme extrémiste. Ils réalisent ainsi la jonction entre l’antisémitisme populaire et un antisémitisme bourgeois resté d’essence religieuse.

## Évolution

### Création
Sous le régime nazi, en 1936, la Kripo est devenu le département de police criminelle de tout le Reich. En septembre 1939, une réforme fondamentale de la police est réalisée avec la création du Reichssicherheitshauptamt (RSHA) en octobre 1939, répondant à l’expansion nazie en Europe et due principalement à Heydrich dont la volonté est d’unifier vraiment la police de sécurité et le Sicherheitsdienst (SD) au sein d’une nouvelle structure organisationnelle, une institution à part entière qui serait inscrite au budget de l’État. Ceci permet d’assurer un contrôle politique effectif sur les territoires occupés par la Wehrmacht. Ainsi, la Kripo devient l’Amt V (le département V), la Police Criminelle du RSHA, également connu sous le nom de Reichskriminalpolizeiamt (RKPA). Il s’ensuit son instrumentalisation par le Reich et sa participation aux politiques raciales de ce dernier, tout ceci dans le contexte de la Seconde Guerre mondiale.

### Organisation interne
La Kripo est composée de six groupes, nombre ramené à quatre en mars 1941 :
- politique criminelle et prévention ;
- opérations ;
- reconnaissance ;
- filature ;
- institut de techniques criminelles ;
- institut de biologie criminelle[5].

En 1943 est créé l’institut central de médecine criminelle. De plus, la Kripo comme l’ensemble de la police et de la SS est soumise à une juridiction autonome chargée de punir les excès, les « crimes » commis par ses membres. Cette juridiction répond à l’autorité d’Himmler, initiateur du projet.

### Réorientation de la Kripo sous Himmler
Dans les années 1933-1934, Himmler souhaite profiter de tensions politiques internes pour progresser à la tête de la police. Lors de la réorganisation de la Police criminelle d’État après sa prise en main par Himmler en juin 1936, la Kripo fait l’objet d’une centralisation par le land de Prusse. Elle est soumise comme les autres branches du RSHA à une politique de hiérarchisation et d’unification par un système de postes et de commissariats.
Himmler met en place des mesures de modernisation recommandées par les experts depuis les années vingt comme l’institution d’une école de la police de sécurité et d’une école spécialisée de criminologie à Charlottenburg, ainsi que la création de centrales chargées de plusieurs types de criminalités afin de centraliser l’information.
La politique d’Himmler appliquée à la police allemande se caractérise d’une part par une rupture totale avec le principe de légalité. En effet, en octobre 1936 : Himmler proclame de manière officielle que la police « s’écarte définitivement de la légalité ». D’autre part elle se caractérise par la volonté de création d’un fonctionnarisme militaire, concept illustré dans Des hommes ordinaires de C. Browning – qui décrit comment de simples soldats en sont venus à prendre part au génocide des Juifs polonais – ou par Himmler lui-même qui définissait la Kripo comme une « organisation fondée sur l’ordre, sur le sang, qui défendra la famille, une organisation qui se développera dans les siècles, voire dans les millénaires à venir. » 
Himmler alloue deux fonctions essentielles à la police  :
- « La police doit accomplir la volonté des autorités de l’État et maintenir l’ordre qu’elles exigent. » ;
- « La police doit protéger de toute destruction et de toute corruption le peuple allemand en tant qu’organisme, sa force vitale et ses institutions. (...) La police ne peut agir que sur ordre des autorités et non sur les lois ».

Par ailleurs l’image qu’Himmler et les hauts responsables donnent de la police met l’accent sur ces menaces, mais aussi l’assurance que le citoyen normal n’avait rien à craindre. Himmler résuma cette ambivalence dans son discours pour la Journée de la police allemande en 1937 par la formule : « sévère et implacable quand il le faut, compréhensif et bienveillant quand on le peut ».
On peut constater enfin un phénomène de « radicalisation cumulative » de la Kripo du fait de la concurrence avec la Gestapo, phénomène qui se verra amplifié avec le début de la guerre.

### Un rôle nouveau donné par la guerre
Par un décret du 31 août 1939, Heydrich a considérablement réduit les missions de la Gestapo à l’approche de la guerre, au profit de la Kripo. Ainsi, les activités dans le domaine des confessions, des Juifs, des francs-maçons, des émigrés, de la réaction et des affaires du parti furent sérieusement révisées à la baisse ; les secteurs comme les affaires économiques, l’homosexualité et l’avortement furent confiés à la Police Criminelle.
En septembre 1939 est créée la RSHA, dont la Kripo constitue le département V et à la tête duquel est nommé Arthur Nebe, également chef du Einsatzgruppen B. En effet, le manque de main d’œuvre pour assurer la mise en place des politiques de répression ainsi que les déportations vers les camps de concentration et d’extermination amène la Kripo à compléter les rangs des Einsatzgruppen ou dans les administrations des territoires occupés.
La guerre apporte de nouvelles missions à la Kripo, parmi lesquelles la surveillance et la discipline de la jeunesse que l’on souhaite protéger de la « négligence » par diverses interdictions. En effet, la police criminelle doit s’occuper du contrôle des millions d’étrangers vivant en Allemagne et des conséquences des bombardements aériens alliés parmi lesquelles les nombreux vols avec effraction. Elle réagit à ces nouveaux défis de deux façons. D’une part, elle ne se préoccupe plus des délits considérés comme mineurs, ce qui a pour effet d’entraîner un recul de certains types de délinquance dans les statistiques officielles, comme les fraudes. D’autre part, elle fait progressivement de la « lutte préventive contre le crime » une politique de massacre systématique, puisque les conditions de détention dans les camps de concentration se durcissent considérablement.

#### Instrumentalisation de la Kripo par la politique raciale du Reich
L’un des éléments de rupture incontournable dans la politique répressive du Reich est sans aucun doute le passage à une politique de prévention qui modifie le rôle de la police.
À cela s’ajoute la prise en compte de considérations biologiques dans la recherche criminelle. La lutte contre la criminalité se mue en une question raciale et génétique, et s’effectue au service de l’idéologie nazie. Ce n’est qu’en 1938 qu’une politique de persécution systématique des Juifs se met en place, ainsi que la collaboration avec Dr Robert Ritter et son unité de recherche sur l’hygiène raciale.

#### Les cibles de la Kripo
La Kripo conquiert dès 1933 le monopole de la question tsigane qui était prise en charge par ce service dès la fin du XIXe siècle avec pour projet de lui donner une assise scientifique. Dès lors, la Kripo joue un rôle dans le génocide tsigane en orchestrant la déportation en mai 1940 de 2800 Tsiganes issus du Gouvernement général de Pologne et en 1941 avec la déportation de 5000 autres enfermés dans le ghetto de Łódź. Les Tsiganes sont alors assimilés à des criminels professionnels ou par habitude.
Les homosexuels font aussi l’objet d’une persécution particulière. Dès octobre 1936, la création d’un centre pour la lutte contre l’homosexualité et l’avortement dans le Reich, détaillant les mesures d’arrestation des homosexuels vient attester de cette volonté de répression à l’égard de cette catégorie.
De plus, dès le début de la guerre, les personnes jugées indignes de la défense (condamnés à plusieurs reprises) sont déportées dans les camps, comme les prostituées non enregistrées ou les « psychopathes criminels ».

### La Kripo et la dénazification
Après la chute du Reich, bien que les Alliés mènent une entreprise de dénazification, ils décident de ne pas supprimer la Kripo afin de favoriser l’ordre et la restauration de la démocratie allemande au plus vite. Dès lors, cette organisation d’État qui a préexisté au Reich lui survit, se maintient et s’adapte, avec néanmoins une politique d’épuration licenciant tous les policiers ayant servi l’État nazi.